# Tournoi de clôture du championnat du Paraguay de football 2008
Navigation
Tournoi précédent Tournoi suivant
Le tournoi de clôture de la saison 2008 du Championnat du Paraguay de football est le second tournoi semestriel de la quatre-vingt-dix-huitième saison du championnat de première division au Paraguay. Pour la première fois dans l’histoire du championnat, la saison est scindée en deux tournois saisonniers qui délivrent chacun un titre de champion. Les douze clubs participants sont réunis au sein d'une poule unique où ils affrontent leurs adversaires deux fois, à domicile et à l'extérieur. À l’issue du tournoi, un classement cumulé des trois dernières années permet de déterminer le club relégué et celui devant disputer le barrage de promotion-relégation.
C'est le tenant du titre, Club Libertad qui remporte à nouveau le tournoi après avoir terminé en tête du classement final, avec un seul point d'avance sur Club Guaraní et sept sur Cerro Porteño. C'est le quatorzième titre de champion du Paraguay de l'histoire du club, le quatrième consécutif.

## Qualifications continentales
Le vainqueur du tournoi Clôture est qualifié pour la Copa Libertadores 2009. De plus, un classement cumulé des deux tournois de la saison permet d’attribuer la troisième place en Copa Libertadores et les deux clubs qualifiés pour la Copa Sudamericana 2009.

## Les clubs participants
| - Club Libertad - Club Nacional - Cerro Porteño - Club Guaraní - Club 2 de Mayo - Club Sol de América | - Club Atlético 3 de Febrero - Club Olimpia - Club Sportivo Luqueño - Tacuary FC - 12 de Octubre FC - Club Silvio Pettirossi |

## Compétition
Le barème utilisé pour établir le classement est le suivant :
- Victoire : 3 points
- Match nul : 1 point
- Défaite : 0 point

### Classement
| Rang | Équipe                     | Pts | J  | G  | N  | P  | Bp | Bc | Diff |
| ---- | -------------------------- | --- | -- | -- | -- | -- | -- | -- | ---- |
| 1    | Club LibertadT             | 44  | 22 | 12 | 8  | 2  | 35 | 17 | +18  |
| 2    | Club Guaraní               | 43  | 22 | 12 | 7  | 3  | 36 | 17 | +19  |
| 3    | Cerro Porteño              | 37  | 22 | 10 | 7  | 5  | 32 | 26 | +6   |
| 4    | Club Sol de América        | 36  | 22 | 11 | 3  | 8  | 37 | 30 | +7   |
| 5    | Club Nacional              | 32  | 22 | 8  | 8  | 6  | 23 | 22 | +1   |
| 6    | Tacuary FC                 | 31  | 22 | 9  | 4  | 9  | 23 | 24 | -1   |
| 7    | Club Olimpia               | 28  | 22 | 7  | 7  | 8  | 33 | 31 | +2   |
| 8    | 12 de Octubre FC           | 28  | 22 | 8  | 4  | 10 | 27 | 33 | -6   |
| 9    | Club Atlético 3 de Febrero | 24  | 22 | 6  | 6  | 10 | 27 | 31 | -4   |
| 10   | Club Sportivo Luqueño      | 24  | 22 | 6  | 6  | 10 | 27 | 38 | -11  |
| 11   | Club 2 de Mayo             | 22  | 22 | 4  | 10 | 8  | 26 | 33 | -7   |
| 12   | Club Silvio Pettirossi     | 9   | 22 | 1  | 6  | 15 | 15 | 39 | -24  |

|  | Qualification pour la Copa Libertadores 2009 |
|  | T : Tenant du titre                          |

### Classements cumulés
| Rang | Équipe                     | Pts | J  | G  | N  | P  | Bp | Bc | Diff |
| ---- | -------------------------- | --- | -- | -- | -- | -- | -- | -- | ---- |
| 1    | Club LibertadOuv Clo       | 101 | 44 | 30 | 11 | 3  | 88 | 30 | +58  |
| 2    | Club Guaraní               | 79  | 44 | 23 | 10 | 11 | 67 | 43 | +24  |
| 3    | Club Nacional              | 77  | 44 | 22 | 11 | 11 | 68 | 47 | +21  |
| 4    | Cerro Porteño              | 75  | 44 | 21 | 12 | 11 | 66 | 52 | +14  |
| 5    | Club Sol de América        | 63  | 44 | 19 | 6  | 19 | 77 | 69 | +8   |
| 6    | Club Olimpia               | 54  | 44 | 14 | 12 | 18 | 56 | 63 | -7   |
| 7    | Tacuary FC                 | 54  | 44 | 14 | 12 | 18 | 47 | 58 | -11  |
| 8    | Club 2 de Mayo             | 53  | 44 | 13 | 14 | 17 | 53 | 59 | -6   |
| 9    | Club Atlético 3 de Febrero | 51  | 44 | 14 | 9  | 21 | 59 | 71 | -12  |
| 10   | Club Sportivo Luqueño      | 49  | 44 | 12 | 13 | 19 | 60 | 82 | -22  |
| 11   | 12 de Octubre FC           | 48  | 44 | 12 | 12 | 20 | 56 | 73 | -17  |
| 12   | Club Silvio Pettirossi     | 22  | 44 | 4  | 10 | 30 | 36 | 86 | -50  |

| Rang | Équipe                     | Pts   | J   | G | N | P | Bp | Bc | Diff |
| ---- | -------------------------- | ----- | --- | - | - | - | -- | -- | ---- |
| 1    | Club Libertad              | 2.179 | 128 |   |   |   |    |    |      |
| 2    | Cerro Porteño              | 2.023 | 128 |   |   |   |    |    |      |
| 3    | Club Nacional              | 1.484 | 128 |   |   |   |    |    |      |
| 4    | Club Olimpia               | 1.406 | 128 |   |   |   |    |    |      |
| 5    | Club Sol de América        | 1.363 | 88  |   |   |   |    |    |      |
| 6    | Club Sportivo Luqueño      | 1.335 | 128 |   |   |   |    |    |      |
| 7    | Tacuary FC                 | 1.335 | 128 |   |   |   |    |    |      |
| 8    | Club Guaraní               | 1.265 | 128 |   |   |   |    |    |      |
| 9    | Club 2 de Mayo             | 1.132 | 128 |   |   |   |    |    |      |
| 10   | 12 de Octubre FC           | 1.085 | 128 |   |   |   |    |    |      |
| 11   | Club Atlético 3 de Febrero | 1.062 | 128 |   |   |   |    |    |      |
| 12   | Club Silvio Pettirossi     | 0.500 | 44  |   |   |   |    |    |      |

#### Barrage de promotion-relégation
| Équipe 1                  | Résultat | Équipe 2                   | Aller | Retour |
| ------------------------- | -------- | -------------------------- | ----- | ------ |
| General Caballero SC (D2) | 2 - 4    | Club Atlético 3 de Febrero | 0 - 3 | 2 - 1  |

- Les deux clubs se maintiennent dans leur championnat respectif.

## Bilan de la saison
| Championnat du Paraguay de football 2008 |                           |
| Champion                                 | Club Libertad (14e titre) |
| Qualifications continentales             |                           |
| Copa Libertadores 2009                   | Club Libertad             |
| Copa Libertadores 2009                   | Club Guaraní              |
| Copa Libertadores 2009                   | Club Nacional             |
| Copa Sudamericana 2009                   | Club Libertad             |
| Copa Sudamericana 2009                   | Cerro Porteño             |
| Promotions et relégations                |                           |
| Promus en Primera División               | Club Rubio Ñu             |
| Relégués en División Intermedia          | Club Silvio Pettirossi    |